# Pyrinia subaurata
Pyrinia subaurata är en fjärilsart som beskrevs av Walker 1863. Pyrinia subaurata ingår i släktet Pyrinia och familjen mätare. Inga underarter finns listade.